# Stacey Arceneaux
Stacey Arceneaux, nato Robert L. Stacey (New York, 17 febbraio 1936 – Florida, 4 marzo 2015), è stato un cestista statunitense, professionista nella NBA.

## Carriera
Venne messo sotto contratto dai St. Louis Hawks il 6 marzo del 1962, rimanendo con la squadra fino a fine stagione. Disputò 7 partite segnando 7,1 punti in 15,7 minuti di media.

## Palmarès
- EPBL Most Valuable Player (1960)